# Mario Martinoni

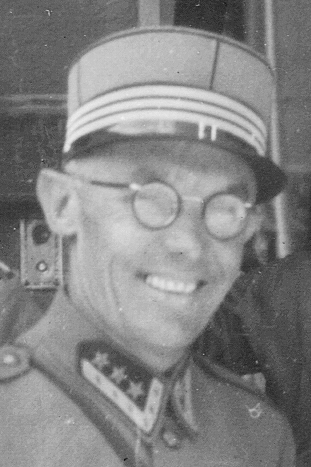
Oberst Mario Martinoni

Mario Martinoni (* 26. November 1896 in Minusio; † 8. Februar 1981 in Lugano) war ein Schweizer Offizier. Er war Oberst und Kommandant des Gebirgsinfanterieregiments 32 am Ende des Zweiten Weltkrieges.

## Kommandant im 2. Weltkrieg
Auf direkte Weisung des Bundesrates hin verhandelte Oberst Martinoni in den Tagen kurz vor Ende des Zweiten Weltkrieges, am 27. und 28. April, zwischen ca. 300 deutschen Soldaten, die sich einer Internierung durch die Alliierten oder Festnahme durch italienische Partisanen durch einen eventuell gewaltsamen Grenzübertritt bei Chiasso entziehen wollten, und dem zuständigen alliierten Truppenkommandanten Major Joseph McDivitt in Como. Durch dieses Vorgehen erleichterte Martinoni die Kapitulation der an der Grenze massierten deutschen Truppen gegenüber den Amerikanern, und reduzierte so den Internierungsdruck auf die Schweiz in seinem Sektor stark. Ohne seine Intervention hätten Stadt und Bevölkerung von Chiasso möglicherweise schwere Schäden genommen.
Gleich anschliessend wurde sein Regiment, wie vorher geplant, von der Grenze weg verlegt. Der übermüdete Martinoni erlitt einen Nervenzusammenbruch und äusserte im Schockzustand einem Arzt gegenüber den Wunsch, seinen Vorgesetzten zu töten. Daraufhin wurde er seines Kommandos enthoben.

## Spätere Beurteilung
Öffentlichkeit und Geschichtsschreibung gingen später im Unwissen über die Weisung des Bundesrates – die aus Neutralitätsgründen geheim blieb – und über Martinonis psychische Erkrankung davon aus, dass Martinoni als disziplinarische Sanktion für sein vermeintlich eigenmächtiges Handeln des Kommandos enthoben wurde. Dies führte im Tessin zu Unmut. 
Erst 2010 zeigte der Militärhistoriker Jürg Stüssi-Lauterburg anhand von Zeitdokumenten die wahren Begebnisse auf. In der Antwort auf eine daraufhin eingereichte Motion des Tessiner Ständerates Filippo Lombardi anerkannte die Landesregierung Martinonis Leistung und sprach ihm ihren Dank aus; sie hielt fest: „Hier hat sich ein Kommandant um seine Truppe, um seinen Auftrag, um sein Land, um Menschenleben verdient gemacht.“
Ein Gedenkstein, enthüllt 65 Jahre nach Martinonis Intervention, erinnert in Chiasso an diese Begebenheit.

## Archiv
- Archivio cantonale, Truppe ticinesi fondo Martinoni: verschiedene Dokumente, Bellinzona.